# Kirjat Schmona
Kirjat Schmona (hebräisch קִרְיַת שְׁמוֹנָה Qirjat Schmōnah, deutsch ‚Siedlung der Acht‘, Plene קריית שמונה, durch Transliteration aus dem Hebräischen auch in abweichenden Schreibweisen wie englisch Kiryat Shmona, Kiryat Schmonah oder amtlich Qiryat Shmona; arabisch كريات شمونة, DMG Kiryāt Šamūna) ist eine Stadt im Nordbezirk Israels am nordwestlichen Rand der Chulaebene.

## Name
Der Ort wurde zunächst nach Joseph Trumpeldor Qirjat Joseph (Stadt/Viertel Josefs) genannt, doch der Regierungsausschuss für Ortsnamen (hebräisch וַעֲדַת הַשֵּׁמוֹת הַמֶּמְשַׁלְתִית Waʿadat haSchemōt haMemschaltīt) drängte darauf, ihn und seine Mitstreiter zu ehren. Der neue Name „Stadt der Acht“ wurde 1951 angenommen, um an Trumpeldor und sieben seiner Kameraden zu erinnern, die am 29. Februar 1920 im nahen Tel Chai von Arabern getötet wurden.

## Geschichte
Die Stadt wurde 1949 als jüdisches Flüchtlingslager (מַעְבָּרָה Maʿebbarah, deutsch ‚Übergang[slager]‘ für Neueinwanderer) und ab 1953 als eine Entwicklungsstadt auf den Ruinen des palästinensischen Dorfes al-Chalsa (خَالِصَة) gegründet. Ein Jahr vorher wurde es im Krieg um Israels Unabhängigkeit zerstört. Die Bewohner flohen nach der Eroberung von Safed.
Die ersten Bewohner waren am 18. Juli 1949 jemenitische Einwanderer. 1955 wurden die ersten Kommunalwahlen in Kirjat Shmona abgehalten. Eine ständige Bedrohung war der Beschuss aus Syrien, der 1967 nach der Eroberung der Golanhöhen im Sechstagekrieg ein Ende fand.
1975 erhielt Kirjat Shmona den Status einer Stadtverwaltung.
Bekannt wurde Kirjat Schmona vor allem aufgrund seiner Lage an der libanesischen Grenze, die sie zum häufigen Ziel von Angriffen werden ließ. Ein besonders blutiger Anschlag ereignete sich am 11. April 1974 (Kirjat-Schmona-Anschlag), als drei Mitglieder der palästinensischen PFLP in der Stadt ein Blutbad in einem Mietshaus anrichteten und dabei 18 Menschen töteten, darunter acht Kinder, bevor sie selber bei einem Feuergefecht ums Leben kamen.
Schwere Kämpfe erlebte die Stadt zudem 1981, als sie in Auseinandersetzungen zwischen der israelischen Armee und der PLO mit Artillerie beschossen wurde. Auch während der Besatzungszeit des Südlibanon (von 1982 bis zum endgültigen israelischen Rückzug im Jahr 2000) kam Kirjat Schmona nicht zur Ruhe. Unter der israelischen Besatzung hatte sich im Libanon die Hisbollah mit dem Ziel gegründet, die Israelis aus dem Land zu vertreiben. Sie griff die Stadt immer wieder mit Katjuscha-Raketen an.
Während des Libanonkonfliktes im Jahr 2006 wurde Kirjat Schmona verstärkt von rund 1000 Raketen der Hisbollah getroffen. Beim zweiten Beschuss aus dem Libanon mit Katjuscha-Raketen auf Nordisrael seit Beginn der Gaza-Offensive am 14. Januar 2009 schlugen drei Raketen in der Nähe der Stadt ein.
2018 hatte Kirjat Schmona 22.625 Einwohner.

## Einwohner
Das israelische Zentralbüro für Statistik gibt bei den Volkszählungen vom 22. Mai 1961, 19. Mai 1972, 4. Juni 1983, 4. November 1995 und vom 28. Dezember 2008 für Kirjat Shmona folgende Einwohnerzahlen an:

| Jahr der Volkszählung | 1961   | 1972   | 1983   | 1995   | 2008   |
| Anzahl der Einwohner  | 11.796 | 15.098 | 15.210 | 19.280 | 22.186 |

## Verkehr
Die Bahnstrecke, die zwischen den Bahnhöfen Kirjat Motzkin und Akko von der Eisenbahnmagistrale des Landes, der Bahnstrecke Naharija–Be’er Sheva, abzweigt und derzeit in Karmi’el endet soll nach Kirjat Schmona verlängert werden.

## Sport
Der lokale Fußballverein Hapoel Ironi Kirjat Schmona wurde zwölf Jahre nach seiner Gründung in der Saison 2011/12 israelischer Fußballmeister.

## Städtepartnerschaften
Kirjat Schmona unterhält folgende Städtepartnerschaften:
| Stadt         | Land                    | seit                 |
| ------------- | ----------------------- | -------------------- |
| Hampstead     | Québec, Kanada          | 1978                 |
| Memmingen     | Bayern, Deutschland     | 1985 / 3. April 2009 |
| Nancy         | Grand Est, Frankreich   | 1983                 |
| Rishon LeZion | Mechos haMerkas, Israel | 2006                 |
| Užice         | Zlatibor, Serbien       | 1991                 |

## Söhne und Töchter

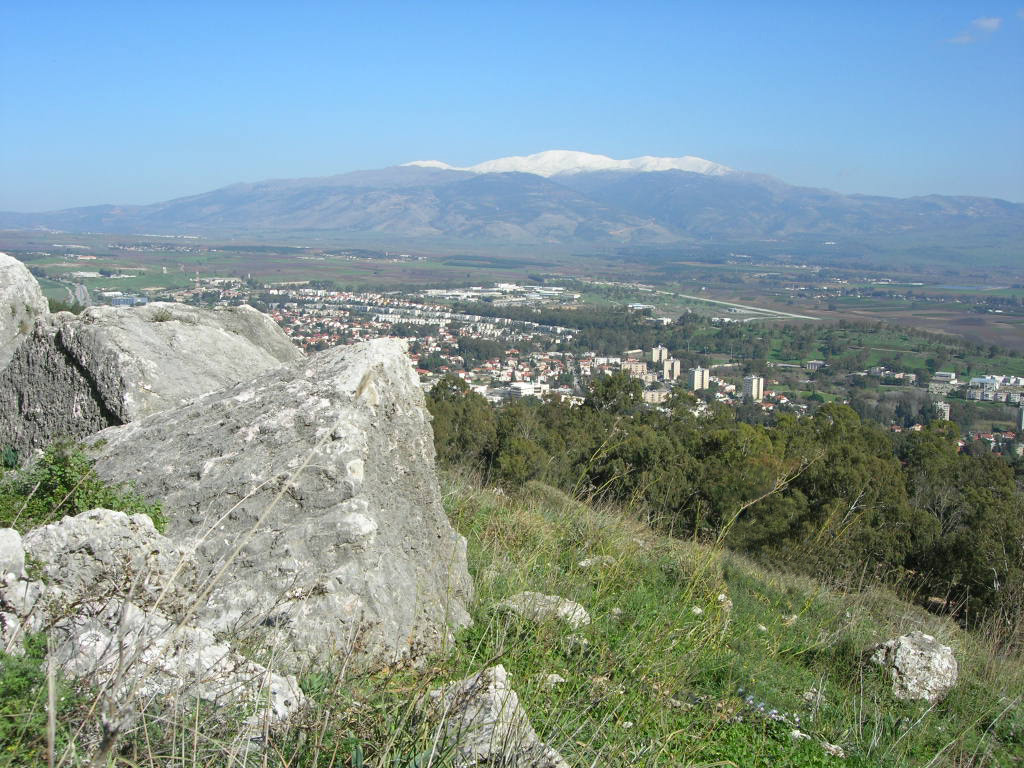
Kirjat Schmona mit dem Berg Hermon im Hintergrund, Winter 2006

- Raz Degan (* 1968), israelischer Filmschauspieler
- Yifat Sasha-Biton (* 1973), israelische Lehrerin und Politikerin
- Dudi Sela (* 1985), israelischer Tennisspieler

## Bürgermeister
- Nisim Malcha (bis 2019)
- Avihay Shtern (seit 2019)